# Мурашниця бура
Мурашниця бура (Grallaria haplonota) — вид горобцеподібних птахів родини Grallariidae.

## Поширення
Вид поширений в Андах Колумбії, Еквадору і Перу, на Прибережному хребті Венесуели. Його природні місця проживання — субтропічні або тропічні вологі гірські ліси та сильно деградовані колишні ліси.

## Підвиди
- Grallaria haplonota haplonota Sclater, PL, 1877 — Північна Венесуела;
- Grallaria haplonota pariae Phelps & Phelps Jr, 1949 — північно-східна Венесуела;
- Grallaria haplonota parambae Rothschild, 1900 — Західна Колумбія та Еквадор;
- Grallaria haplonota chaplinae Robbins & Ridgely, 1986 — центральна Колумбія, східний Еквадор та північ Перу.